# Strateeg
Een strateeg (afgeleid van het Oudgriekse woord strategos) is iemand die bepaalt welke strategie (te volgen lijn, gebaseerd op missie en visie) er gevolgd wordt, rekening houdend met de verre toekomst. Er kan sprake zijn van een strategische planning (bedrijfsstrategie), militaire strategie (bij oorlogsvoering), operationele strategie (militaire middelen) of optiestrategieën (speculeren over waarde).

## Voorbeelden
Strategen worden doorgaans ingezet om een specifiek doel te bereiken. Een voorbeeld hiervan is het kinderpardon. Al 10 jaar probeerden activisten en juristen een asielstatus te krijgen voor minderjarige asielzoekers, gewortelde kinderen, die al vijf jaar of langer in Nederland waren of hier zelfs zijn geboren. Dit lukte pas toen strategen Myrthe Hilkens en Katinka Simonse (TINKEBELL) bij de voorgenomen uitzetting van twee Armeense kinderen: Lili en Howick werden betrokken. Samen met Esther van Dijke zetten zij een campagne op en uiteindelijk kregen deze kinderen een verblijfstatus.
Na dit succes zetten Hilkens en Simonse een strategie uit voor een pardon voor een grote groep kinderen en werd een grootschalige bottum-up campagne opgezet waaronder onder andere de marathondienst binnen het kerkasiel viel. Bij deze kinderpardon-campagne was ook Tim Hofman betrokken, die met zijn documentaire 'Terug Naar Je Eige Land' veel aandacht kreeg voor het probleem van deze grote groep in Nederland gewortelde kinderen. Uiteindelijk mochten 700 kinderen met hun families in Nederland blijven.